# Aditya Srivastava
Aditya Srivastava (ur. 21 lipca 1968) – indyjski aktor grający w filmach bollywoodzkich w języku hindi.

## Filmografia
1. Raakh (2007)
2. Dil Se Pooch... Kidhar Jaana Hai (2006) – Avinash Srivastav
3. Darwaza Bandh Rakho (2006) – Inspektor w scenie snu
4. Dansh (2005) – Dr. John Sanga
5. Lakshya (2004)
6. Black Friday (2004) – Badshah Khan
7. Kochaj albo giń (2004) – Kamlesh Mathur
8. Mudda: The Issue (2003) – Siddharth Acharya
9. Paanch (2003) – Murgi
10. Matrubhoomi: A Nation Without Women (2003) (jako Aditya Shrivastav) – wujek Raghu
11. Ukochana (2002) (jako Aditya Shrivastava) – asystent komisarza policji
12. Dil Pe Mat Le Yaar!! (2000) – Tito
13. Dil Se – (1998)
14. Satya (1998) – inspektor Khandilkar
15. Hazaar Chaurasi Ki Maa (1998)
16. Sanshodhan (1996)
17. Królowa bandytów (1994) – Puttilal, mąż małej Phoolan